# Обеля 1
Жилищен комплекс „Обеля 1“ е квартал на град София, България, разположен в район „Връбница“, на 6,3 километра северозападно от центъра на града.
Ограден е от булевард „Панчо Владигеров (булевард в София)“, улиците „Академик Дмитрий Лихачов“ и „4-та“ и железопътната линия „София – Драгоман“. Граничи с кварталите „Обеля“ на северозапад, „Обеля 2“ на североизток, с Парк „Бакърени гробища“ на югоизток и с промишлената зона „Модерно предградие“ на югозапад.
Комплексът е застроен основно с панелни блокове от серия Бс-69-Сф-УД-83 с етажност от 3 до 9 етажа, както и с по-високи ЕПК блокове с етажност до 16 етажа. Жилищните сгради все още не са амортизирани както в някои подобни комплекси, изграждани преди 40 – 50 години.[ неясно? ] Между блоковете няма много зелени площи. Обхваща територия с обща площ, възлизаща на 17,44 ха, и населеие около 8 хил. души според данни на дирекция ГРАО.
На границата на квартала е разположена метростанция „Обеля“, въведена в експлоатация на 20 април 2003 г. Автобусни линии, обслужващи ж.к. „Обеля 1“: № 19, 26, 81, 150.

## Улици и произход на имената им
| Път                     | Наречен на                                   | Местоположение |
| ----------------------- | -------------------------------------------- | -------------- |
| „21-ва“                 | –                                            | Карта          |
| „22-ра“                 | –                                            | Карта          |
| „23-та“                 | –                                            | Карта          |
| „24-та“                 | –                                            | Карта          |
| „25-та“                 | –                                            | Карта          |
| „26-та“                 | –                                            | Карта          |
| „275“                   | –                                            | Карта          |
| „4-та“                  | –                                            | Карта          |
| „Акад. Дмитрий Лихачов“ | Дмитрий Лихачов (1906 – 1999), руски филолог | Карта          |
| „Бабин дол“             | ?                                            | Карта          |
| „Воденичарски път“      | ?                                            | Карта          |
| „Ефрем Чучков“          | Ефрем Чучков (1873 – 1923), революционер     | Карта          |
| „Обелски могили“        | ?                                            | Карта          |
| „Панчо Владигеров“      | Панчо Владигеров (1899 – 1978), композитор   | Карта          |
| „Сух герен“             | ?                                            | Карта          |
| „Трайчо Синапов“        | Трайчо Синапов (1942 – 2014), музикант       | Карта          |
| „Чучулица“              | ?                                            | Карта          |

- Бл. 111 в ж.к. „Обеля 1“
- ж.к. „Обеля 1“
- Метростанция „Обеля“